# Ministério das Relações Exteriores do Turquemenistão
O Ministério das Relações Exteriores do Turquemenistão (em turquemeno: Türkmenistanyň Daşary Işler Ministirligi) é a instituição do governo central encarregada de liderar a política externa do Turquemenistão. Foi criado em 1991. O atual ministro das relações exteriores é Raşit Meredow.

## Organização
De acordo com a lei sob a jurisdição do presidente do Turquemenistão. Estrutura e número de funcionários do aparelho central do Turquemenistão, bem como das missões diplomáticas e escritórios consulares do Turquemenistão no exterior, aprovadas pelo presidente do Turquemenistão.
A estrutura do ministério consiste em 17 unidades, 15 divisões, um controle e a revista "Política Externa e Diplomacia do Turcomenistão". Tarefas, funções e procedimentos das subdivisões estruturais do aparelho central do ministério regidos por disposições adequadas

## Escritório
Em 1 de abril de 2011, um novo prédio do ministério foi comissionado em Asgabade. Possui a arquitetura original, o arranha-céu de 14 andares encimado por um globo gigante, que abriga salas para coletivas de imprensa. No edifício existem 118 escritórios e salas de reuniões para trabalhadores, um auditório, uma sala de conferências e um salão para conferências internacionais. No 11º andar há um terraço panorâmico com vista panorâmica de Asgabade. O prédio foi erguido na Avenida Archabil, que também possui escritórios de outros ministérios e departamentos. O edifício foi construído pela empresa francesa Bouygues.

## Lista de ministros das Relações Exteriores
| Ministro          | Mandato | Mandato  |
| Ministro          | Início  | Fim      |
| ----------------- | ------- | -------- |
| Awdy Kulyýew      | 1990    | 1992     |
| Halykberdy Atayew | 1992    | 1995     |
| Boris Şyhmyradow  | 1995    | 2000     |
| Batyr Berdiýew    | 2000    | 2001     |
| Raşit Meredow     | 2001    | presente |
| Fonte:            |         |          |